# Фарфан, Марко
Ма́рко Анто́нио Фарфа́н (англ. Marco Antonio Farfán; 12 ноября 1998, Грешем, Орегон, США) — американский футболист, левый защитник клуба «Даллас». Сыграл один матч за сборную США.

## Карьера

### Клубная карьера
Фарфан пришёл в академию футбольного клуба «Портленд Тимберс» в 2013 году. В сезоне 2016 начал привлекаться к матчам фарм-клуба в USL «Портленд Тимберс 2». 14 октября 2016 года «Портленд Тимберс» подписал с Фарфаном контракт по правилу доморощенного игрока, вступающий в силу в сезоне 2017. В MLS он дебютировал 12 марта 2017 года в матче против «Лос-Анджелес Гэлакси». 5 августа 2018 года в матче «Портленд Тимберс 2» против «Финикс Райзинг» забил свой первый гол в профессиональной карьере.
13 декабря 2020 года Фарфан был продан в «Лос-Анджелес» за $300 тыс. в общих распределительных средствах. За ЛАФК дебютировал 24 апреля 2021 года в матче против «Сиэтл Саундерс». 8 сентября Фарфан был отдан в аренду клубу Чемпионшипа ЮСЛ «Лас-Вегас Лайтс» на намеченный на тот же день матч против «Окленд Рутс».
10 февраля 2022 года «Лос-Анджелес» обменял Фарфана «Далласу» на Райана Холлингзхеда. За «Даллас» он дебютировал 26 февраля в матче стартового тура сезона против «Торонто».

### Международная карьера
Фарфан вызывался в тренировочные лагеря сборной США до 19 лет: в октябре 2016 года, в ноябре 2016 года и в феврале 2017 года.
В марте 2019 года Фарфан был вызван в сборную США до 23 лет: в тренировочный лагерь и на товарищеские матчи со сверстниками из Египта и Нидерландов. В июне 2019 года был вновь вызван в тренировочный лагерь. Был включён в предварительный состав сборной на квалификационный турнир Олимпийских игр 2020, но в окончательный состав не попал.
30 ноября 2020 года Фарфан получил вызов в сборную США на товарищеский матч со сборной Сальвадора. В матче, состоявшемся 9 декабря 2020 года, дебютировал за звёздно-полосатую дружину, выйдя на замену с началом второго тайма вместо Сэма Вайнза.

### Личная информация
Марко имеет мексиканские корни. Его старший брат Роберто выступал за футбольную команду Университета штата Орегон и команду «Портленд Тимберс» до 23 лет.

## Достижения
Командные
 «Портленд Тимберс»
- Победитель Турнира MLS is Back (2020)

## Статистика выступлений
| Выступление        | Выступление      | Выступление      | Лига | Лига | Плей-офф | Плей-офф | Кубок | Кубок | ЛЧ КОНКАКАФ | ЛЧ КОНКАКАФ | Итого | Итого |
| Клуб               | Лига             | Сезон            | Игры | Голы | Игры     | Голы     | Игры  | Голы  | Игры        | Голы        | Игры  | Голы  |
| ------------------ | ---------------- | ---------------- | ---- | ---- | -------- | -------- | ----- | ----- | ----------- | ----------- | ----- | ----- |
| Портленд Тимберс   | MLS              | 2017             | 6    | 0    | 0        | 0        | 1     | 0     | —           | —           | 7     | 0     |
| Портленд Тимберс   | MLS              | 2018             | 11   | 0    | 0        | 0        | 0     | 0     | —           | —           | 11    | 0     |
| Портленд Тимберс   | MLS              | 2019             | 3    | 0    | 0        | 0        | 1     | 0     | —           | —           | 4     | 0     |
| Портленд Тимберс   | MLS              | 2020             | 14   | 0    | 1        | 0        | —     | —     | —           | —           | 15    | 0     |
| Портленд Тимберс   | Итого            | Итого            | 34   | 0    | 1        | 0        | 2     | 0     | —           | —           | 37    | 0     |
| Портленд Тимберс 2 | USLC             | 2016             | 18   | 0    | —        | —        | —     | —     | —           | —           | 18    | 0     |
| Портленд Тимберс 2 | USLC             | 2017             | 9    | 0    | —        | —        | —     | —     | —           | —           | 9     | 0     |
| Портленд Тимберс 2 | USLC             | 2018             | 11   | 1    | 1        | 0        | —     | —     | —           | —           | 12    | 1     |
| Портленд Тимберс 2 | USLC             | 2019             | 17   | 0    | —        | —        | —     | —     | —           | —           | 17    | 0     |
| Портленд Тимберс 2 | Итого            | Итого            | 55   | 1    | 1        | 0        | —     | —     | —           | —           | 56    | 1     |
| Лос-Анджелес       | MLS              | 2021             | 29   | 0    | —        | —        | —     | —     | —           | —           | 29    | 0     |
| Лос-Анджелес       | Итого            | Итого            | 29   | 0    | —        | —        | —     | —     | —           | —           | 29    | 0     |
| Лас-Вегас Лайтс    | USLC             | 2021             | 1    | 0    | —        | —        | —     | —     | —           | —           | 1     | 0     |
| Лас-Вегас Лайтс    | Итого            | Итого            | 1    | 0    | —        | —        | —     | —     | —           | —           | 1     | 0     |
| Даллас             | MLS              | 2022             | 23   | 0    | 0        | 0        | 0     | 0     | —           | —           | 23    | 0     |
| Даллас             | Итого            | Итого            | 23   | 0    | 0        | 0        | 0     | 0     | —           | —           | 23    | 0     |
| Всего за карьеру   | Всего за карьеру | Всего за карьеру | 142  | 1    | 2        | 0        | 2     | 0     | —           | —           | 146   | 1     |